# Yi (Sprache)
Yí (Chinesisch Yíyǔ 彝语 »Yí-Sprache«, Eigenbezeichnung Nuosuhxop ꆈꌠꉙ), früher auch Lolo, ist Sprache, die von den Yi in China gesprochen wird.
Yí im engeren Sinne gehört zur Gruppe der Yí- oder Lolo-Sprachen. Die Lolo-Sprachen werden in China und in Vietnam gesprochen. Sie werden von chinesischen Linguisten in sechs Gruppen eingeteilt: Norddialekt, Westdialekt, Zentraldialekt, Süddialekt, Südostdialekt und Ostdialekt. Diese Gruppen sind untereinander nicht verständlich.
Die Yí-Sprache wurde früher mit Ideogrammen geschrieben, deren Zahl auf bis zu 10.000 geschätzt wird. 1974 wurde die Schrift von der chinesischen Regierung standardisiert und in eine Silbenschrift mit 819 Zeichen umgewandelt (756 Zeichen für Yi-Silben und 63 Zeichen, die nur in Fremdwörtern vorkommen).